# Leptotarsus (Leptotipula) edwardsianus
Leptotarsus (Leptotipula) edwardsianus is een tweevleugelige uit de familie langpootmuggen (Tipulidae). De soort komt voor in het Afrotropisch gebied.